# Ergasilus wareaglei
Ergasilus wareaglei is een eenoogkreeftjessoort uit de familie van de Ergasilidae. De wetenschappelijke naam van de soort is voor het eerst geldig gepubliceerd in 1973 door Johnson S.K..